# Luisa Maria Tereza de Bourbon-Artois
Luisa Maria Tereza de Bourbon-Artois, prințesă regală a Franței (n. 21 septembrie 1819, Paris; d. 1 februarie 1864, Venedig), a fost o prințesă din casa de Bourbon, a fost de asemenea ducesă domnitoare de Parma mai târziu regentă a Ducatului Parma. 

## Copilărie
A fost fiica cea mare a Prințului Charles, Duce de Berry (fiul cel mic al regelui Carol al X-lea al Franței), și a soției sale, Carolina de Neapole și Sicilia (fiica regelui Francisc I al celor Două Sicilii). Tatăl Louisei a murit când ea avea cinci luni. 
Când bunicul ei a abdicat în 1830, Louise împreună cu restul familiei a plecat în exil, stabilindu-se în cele din urmă în Austria. Ca nepoată a unui rege, Louise a fost petite-fille de France. Fratele ei mai mic, Henri, Duce de Bordeaux, a fost rege al Franței și al Navarei de la 2 până la 9 august 1830 iar după această dată pretendent legitimist la tronul Franței în perioada 1844 -1883.

## Căsătorie

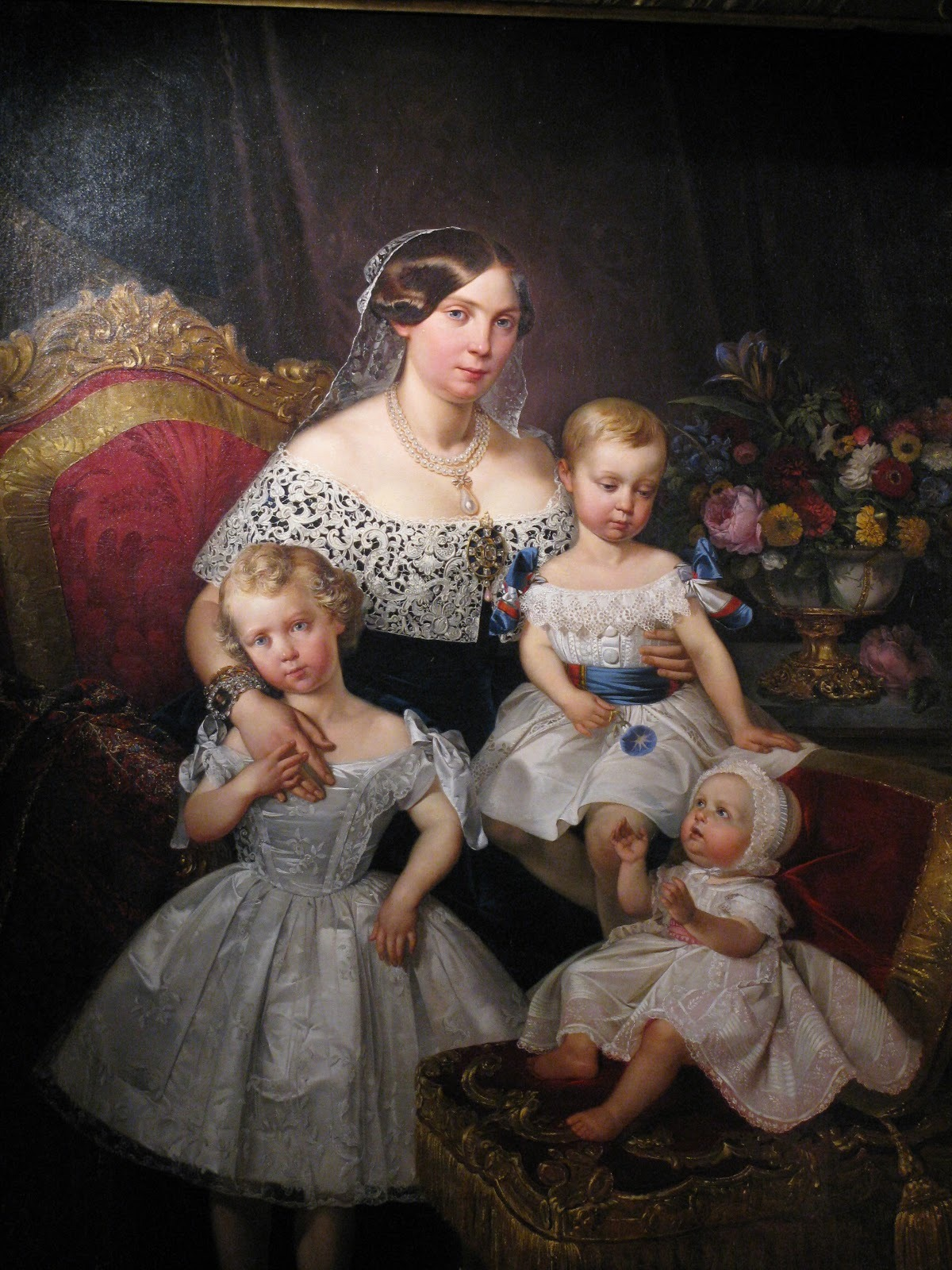
Louise Marie Thérèse d'Artois, Ducesă de Parma împreună cu trei dintre copiii ei, 1849

La 10 noiembrie 1845, la Schloss Frohsdorf în Austria, Louise s-a căsătorit cu Ferdinando Carlo, Prinț Ereditar de Lucca, cunoscut după anul 1849 drept Carol al III-lea, Duce de Parma și Piacenza. La 17 decembrie 1847 împărăteasa Marie Louise a murit și socrul ei i-a succedat ca Ducele Carol al II-lea de Parma. Ducatul de Lucca a fost incorporat Marelui Ducat de Toscana iar soțul ei a devenit Prinț Ereditar de Parma.
Socrul ei a fost Duce de Parma timp de câteva luni. În martie 1848 a izbucnit revoluția la Parma susținută de regele Carol Albert al Sardiniei. Ferdinando Carlo a fugit din Parma însă a fost luat prizonier la Cremona. A rămas prizonier la Milano timp de câteva luni până când guvernul britanic a negociat eliberarea lui. După o scurtă perioadă în insula Malta el a călătorit la Neapole apoi la Livorno unde s-a reîntâlnit cu soția lui care tocmai născuse pe primul lor fiu. Apoi familia s-a refugiat în Anglia și Scoția.
În august 1848 armata austriacă a intrat în Parma și l-a restaurat oficial pe Carol al II-lea. Totuși, Ferdinando Carlo și familia lui au rămas în Anglia deoarece ostilitățile au continuat între armatele austriece și piemonteze. De mai mulți ani Carol al II-lea a vrut să abdice în favoarea lui Ferdinando Carlo, dar a întârziat în speranța că atunci când va face lucru acesta lucrurile ar fi fost mult mai sigure pentru fiul său.
La 24 martie 1849 s-a anunțat abdicarea lui Carol al II-lea. Ferdinando Carlo, care încă locuia în Anglia, i-a succedat ca Duce de Parma și Piacenza sub numele de Carol al III-lea. La 18 mai 1849 soțul ei a revenit la Parma însă două zile mai târziu a părăsit-o din nou. El nu a preluat administrarea ducatului până la 25 august.
Când soțul ei a fost ucis în 1854, Louise a servit ca regentă pentru tânărul lor fiu, devenit Ducele Robert I.
Louise a murit la 1 februarie 1864 la vârsta de 44 de ani la palazzo Giustinian din Veneția.